# فلكنة
الفلكنة (Vulcanization) هي عملية كيميائية تهدف إلى تحويل المطاط وبوليميرات المتعلقة إلى مواد ذات درجة تحمل أكبر وذلك عن طريق إضافة الكبريت. هذه الإضافة تؤدي إلى تشكيل سلاسل متشابكة (جسور) في بنية المطاط.
أول من أطلق اسم الفلكنة هو تشارلز غوديير، الذي اكتشف الطريقة مصادفة سنة 1839 وأسماها الفلكنة تيمناً باسم فولكان إله النار عند الإغريق.

## الأهمية
ان لاكتشاف الفلكنة أهمية كبيرة وخاصة في صناعة المطاط الذي لا يلين في الحر ولا يصير هشاً في الصقيع فدخلت عملية الفلكنة لتقسيمه باستخدام الكبريت. كان المطاط في ذلك الوقت مادة غير مطيعة وغير مريحة إلى درجة كبيرة وقد حاول غوديير سنين طوالاً تحسين نوعيته من غير أن ينجح,، حتى سخن مرة بالمصادفة مزيج من المطاط مع الكبريت على موقد المطبخ. لقد شكلت عملية فلكنة المطاط دافعاً من أجل تطوير الصناعات الكهربائية لأن المطاط يعتبر مادة عازلة.
تطبق هذه العملية أيضاً على الخلطات الاسمنتية تحت مسمى الإنضاج' حيث يسمح للإسمنت بالتفاعل مع الماء لفترة معينة مما يؤدي إلى تمتين وتقسية الخلطة.

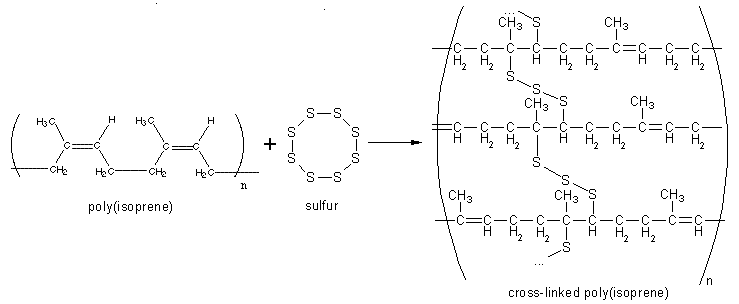
تفاعل فلكنة مثالي لسلاسل المطاط مع الكبريت

## وصلات خارجية
المطاط والكبريت وعملية الفلنكة
عملية تقسيم المطاط-الفلنكة